# Hans Henning Hosenthien
Hans Henning Hosenthien (* 26. Juni 1915 in Werkleitz; † 3. Juli 1996 in Huntsville, Alabama) war ein deutscher Ingenieur.

## Leben
Hosenthien kam als erstes von drei Kindern des evangelischen Pfarrers an der Dorfkirche Werkleitz Albert Hosenthien und seiner Ehefrau Katharina Anna Julia Hosenthien, geborene Wähdel auf die Welt. Ab 1923 war sein Vater als Pfarrer an der Sankt-Stephanus-Kirche in Magdeburg-Westerhüsen tätig. Nach einem Studium an der Technischen Hochschule Berlin erhielt er im Sommer 1936 sein Diplom.
Später nahm er eine Tätigkeit beim deutschen A4-Raketenprogramm unter Wernher von Braun in Peenemünde auf. Nach Ende des Zweiten Weltkriegs ging er, wie auch Wernher von Braun und diverse weitere Mitarbeiter des Raketenprogramms, im Rahmen der zur Operation Overcast gehörenden Operation Paperclip, in die USA. Er kam, an Bord des Schiffes Argentinien, von Le Havre aus, am 16. November 1945 an. Er war in White Sands tätig, ab Januar 1947 arbeitete er in Fort Bliss, später in Huntsville.
Am 17. April 1949 heiratete er. Zeitweise holte er seine Eltern nach, die später jedoch wieder nach Deutschland zurückkehrten.
Er war für die NASA im Marshall Space Flight Center tätig und hatte ab 1960 eine leitende technische Funktion inne.